# Urbain Dubois
Pour les articles homonymes, voir Dubois.
Urbain Dubois, né à Trets (Bouches-du-Rhône), le 26 mai 1818 et mort à Nice (Alpes-Maritimes), le 14 mars 1901, est un cuisinier français connu surtout pour ses ouvrages, devenus des classiques de l'art culinaire.

## Biographie
Après avoir fait son apprentissage au sein de la famille Rothschild, il travaille successivement dans trois grands établissements parisiens : le Café Tortoni, le Café Anglais, tenu par Adolphe Dugléré, et Le Rocher de Cancale.
Il quitte Paris pour Varsovie où il sert chez le comte Uruski, alors maréchal de la noblesse de Varsovie. C’est en 1856, avec Emile Bernard, qu’il publie la première édition de son célèbre manuel de cuisine où il popularise le service à la russe. A l'époque les deux auteurs travaillent pour deux personnalités de Varsovie dont les palais sont situés presqu’en face l’un de l’autre sur le faubourg de Cracovie.
Il sert ensuite en Russie, dans la maison du prince Alexeï Fedorovitch Orlov, à qui il dédie notamment sa recette du veau Orlov, puis il devient chef de bouche de la maison de Guillaume Ier, roi de Prusse et empereur d'Allemagne. Pendant plus de vingt ans, entre 1864 et 1885, ll se rend ainsi chaque matin chez l'empereur, juste après la visite du médecin, ainsi que le relate Victor Tissot :

« Le cuisinier de Sa Majesté se présente aussitôt après, avec deux ou trois projets de menus que Guillaume Ier étudie avec autant de soin qu'un rapport de M. de Bismarck. Ce cuisinier n'est pas ce qu'un vain peuple pense ; c'est un personnage considérable, c'est le véritable ministre de l'Intérieur du puissant empire : car lorsque l'empereur a bien dîné, les soldats reçoivent des congés, les laquais des culottes neuves, et les évêques en prison une portion de lentilles. La France peut s'honorer d'avoir donné le jour à ce marmiton illustre, qui répond au nom d'Urbain Dubois. […] Après la guerre, Sa Majesté, en froid avec son cuisinier français, a voulu essayer de se repaître de cuisine allemande ; mais son estomac s'est révolté contre cet excès de patriotisme, et un pont d'or a été jeté à M. Dubois pour l'engager à rejoindre ses fourneaux. L'empereur n'est pas gourmand : il aime la cuisine simple, mais bien faite, la “cuisine classique” ; et il aime avant tout la “cuisine économique”. L'ingénieux Dubois a trouvé le moyen de résoudre ce problème difficile de la qualité et du bon marché. La Prusse lui doit une statue. »

Urbain Dubois reste connu pour avoir propagé en France le service à la russe, où les mets sont préalablement découpés et présentés en séquence aux convives assis autour d'une table. Il se fit remarquer également pour ses présentations de plats sur socle, dont les illustrations ornent ses ouvrages. Parmi ceux-ci, La Cuisine classique, écrit en collaboration avec Émile Bernard, qui fut cuisinier de Napoléon III avant de servir avec Dubois chez Guillaume Ier, est celui qui eut le plus grand succès.

## Ouvrages
- La Cuisine classique, études pratiques, raisonnées et démonstratives de l'école française appliquée au service à la russe, avec Émile Bernard, 2 vol., 1856 Texte en ligne 1 2.
- Cuisine de tous les pays, études cosmopolites où sont rassemblées nombre de recettes, allemandes, françaises, italiennes, anglaises, russes, polonaises, etc., 1868.
- École des cuisinières, méthodes élémentaires, économiques. Cuisine, pâtisserie, office. 1 500 recettes, 1871.
- Cuisine artistique, étude de l'école moderne, 2 vol., 1882.
- Grand livre des pâtissiers et des confiseurs, 1883 Texte en ligne.
- Nouvelle cuisine bourgeoise pour la ville et pour la campagne, 1888 Texte en ligne.
(Cet ouvrage permet à Dubois d'exprimer sa modernité concernant les appareils chauffant puisqu'il préconise la grillade (grilloir) et remarque celle à moulin à courant d'air moteur... Le chauffe-assiettes à l'esprit de vin à mettre dans la salle à manger y figure et côtoie l'étamine en poils de chèvre pour la cuisine.)
- La Cuisine d'aujourd'hui, école des jeunes cuisiniers, service des déjeuners, service des dîners, 250 manières de préparer les œufs, 1889.
- La Pâtisserie d'aujourd'hui, école des jeunes pâtissiers. Grands et petits gâteaux, sujets d'ornements, entremets chauds et froids, glaces, conserves de fruits & légumes. Buffets de réceptions, bals, soirées spécialités, 1894.